# Salampsio
Salampsio o Shlomzion (33 a.C. circa) fu la prima figlia di Erode il Grande e della sua seconda moglie, l'asmonea Mariamne.

## Biografia
Salampsio nacque intorno al 33 a.C., prima figlia femmina di Erode e della sua seconda moglie Mariamne; per parte di madre discendeva dalla famiglia regale degli Asmonei. Aveva due fratelli, Alessandro e Aristobulo, e una sorella, Cipro.
Erode la volle dare in moglie al proprio fratello Ferora, la cui moglie Asmonea era morta nel 20 a.C. circa, con una dote di 300 talenti; ma Ferora si innamorò della propria concubina e ruppe il fidanzamento con Salampsio, facendo infuriare Erode. Successivamente Erode combinò il matrimonio di Salampsio col cugino Fasaele, figlio dell'omonimo fratello di Erode. I due ebbero cinque figli: Antipatro, Erode, Alessandro, Alessandra e Cipro.